# Sophie Morel
Pour les articles homonymes, voir Morel.
Sophie Morel est une mathématicienne française née en 1979. Directrice de recherche CNRS, professeure à l'École normale supérieure de Lyon, elle a auparavant été professeure à l'université de Princeton et à l'université Harvard. Elle a reçu en 2012 l'un des dix prix de la Société mathématique européenne.

## Biographie
Née en 1979, elle étudie à Paris puis entre en classe préparatoire au lycée Louis-le-Grand, à l'issue desquelles elle intègre par la suite l'École normale supérieure de Paris (S 1999).  Elle prépare ensuite une thèse dans les domaines de la géométrie algébrique, la théorie des représentations et la théorie des nombres, sous la direction de Gérard Laumon à l'Université Paris-Sud, qu'elle soutient en 2005. Cette thèse, Complexes d'intersection des compactifications de Baily-Borel — le cas des groupes unitaires sur Q, qui traite d'un point non résolu du programme de Langlands, est jugée par l'un de ses collègues de Harvard comme une avancée notable.
Lauréate d'un Clay Research Fellowship de 2005 à 2011, elle devient également membre de l'Institute for Advanced Study à Princeton jusqu'en 2009. En décembre 2009, elle est nommée professeure au département de mathématiques de l'université Harvard, devenant la première femme à ce poste. En 2012 elle est lauréate d'un des dix prix pour jeunes chercheurs de l'European Mathematical Society. Cette même année, elle rejoint l'université de Princeton.
En 2014 elle est lauréat du prix de recherche AWM–Microsoft en algèbre et théorie des nombres.

## Publications notables
- « Complexes pondérés des compactifications de Baily-Borel : le cas des variétés modulaires de Siegel », Journal of the American Mathematical Society, vol. 21,‎ 2008, p. 23-61
- On the Cohomology of Certain Non-Compact Shimura Varieties, Princeton University Press, coll. « Annals of Mathematics Studies » (no 173), 2010, 232 p. (ISBN 9780691142937)
- avec Junecue Suh, « The standard sign conjecture on algebraic cycles: The case of Shimura varieties », Journal für die reine und angewandte Mathematik (Crelle's Journal), vol. 2019, no 748,‎ 2019, p. 139–151 (DOI 10.1515/crelle-2016-0048, arXiv 1408.0461)

## Prix et distinctions
- Clay Research Fellow 2005-2011
- Lauréate du prix de la Société mathématique européenne en 2012[4].